# لورا سمر
لورا سمر (بالإنجليزية: Laura Summer)‏ هي منتجة أفلام وممثلة أمريكية، ولدت في 5 نوفمبر 1965 في نيويورك في الولايات المتحدة.

## وصلات خارجية
- لورا سمر على موقع IMDb (الإنجليزية)
- لورا سمر على موقع قاعدة بيانات الفيلم (الإنجليزية)